# Business Improvement District
Ein Business Improvement District (BID) ist ein räumlich klar umrissener Bereich, in denen die Grundeigentümer und Gewerbetreibenden gemeinsam versuchen sollen, die Standortqualität durch Maßnahmen zu verbessern, die aus dem Aufkommen einer selbst auferlegten und zeitlich befristet erhobenen Abgabe finanziert werden. Die rechtliche Grundlage für BIDs in Deutschland schaffen die BID-Gesetze der Länder.
Ziel der BIDs ist die Werterhaltung der Immobilien und die Steigerung des Umsatzes. Hierzu soll der sie umgebende privatisierte Raum kundenfreundlicher gestaltet werden und ergänzende Marketing- und Serviceleistungen erbracht werden. Zentrales Prinzip von BIDs ist das eigenverantwortliche Handeln der Akteure vor Ort. Von ihnen geht zumeist die Initiative zur Gründung von BIDs aus. Sie organisieren einen nicht selten mehrere Jahre dauernden Entscheidungsprozess, in dem sie sich auf ein Maßnahmen- und Finanzierungskonzept und auf einen Aufgabenträger verständigen, der das Konzept während einer mehrjährigen BID-Laufzeit umsetzt.
Dabei geht es um Maßnahmen, die über die von Kommunen erbrachten Leistungen hinausgehen. Die Finanzierung übernehmen die Grundeigentümer des BID-Quartiers (in Sachsen und Schleswig-Holstein teilweise auch die Gewerbetreibenden). In wenigen Fällen leistet die Kommune eine Kofinanzierung.

## Ursprung
Die Idee der BIDs wurde in nordamerikanischen Innenstädten als Reaktion auf die wachsende Konkurrenz durch Einkaufszentren entwickelt. Einer der Vorteile von Einkaufszentren gegenüber den Einkaufsbereichen in gewachsenen Innenstädten ist, dass sie ein zentrales Management haben, das für eine differenzierte Einzelhandelsstruktur sorgt, ein sauberes und einheitliches Erscheinungsbild wahrt und Werbemaßnahmen der Mieter koordiniert. Diese Eigenschaften von Einkaufszentren sollten durch BIDs auch in Innenstädten und Stadtteilen erreicht werden. Das erste BID wurde 1970 in Toronto (Kanada) eingerichtet: Bloor West Village gilt heute als eine der BID-Erfolgsgeschichten.

## Benennung
Neben der auch in Deutschland weit verbreiteten Bezeichnung Business Improvement District und der Abkürzung BID sind weitere Bezeichnungen geläufig. In ihrem Ursprungsgebiet Nordamerika werden sie auch Business Improvement Area (BIA) und Business Revitalization Zone (BRZ) genannt.
Die Gesetze der Bundesländer verwenden Bezeichnungen mit deutschsprachiger Begriffsgrundlage, wobei je nach rechtlicher Ausgestaltung begrifflich teils zwischen dem BID als Ganzes, der hinter den Maßnahmen stehenden Organisation und der räumlichen Bezeichnung unterschieden werden muss. So lautet die rechtliche Bezeichnung für BIDs als Ganzes im Saarland Bündnis für Innovation und Dienstleistung (BID), in Bremen, Hamburg und Hessen Innovationsbereich, in Berlin und Nordrhein-Westfalen Immobilien- und Standortgemeinschaft (ISG) und in Schleswig-Holstein Partnerschaft zur Attraktivierung von City-, Dienstleistungs- und Tourismusbereichen (PACT).
In Sachsen wird nur das Gebiet als Innovationsbereich, die Organisation jedoch als Standortgemeinschaft bezeichnet.
In Rheinland-Pfalz ist von einem Entwicklungs- und Aufwertungsprojekt (EAP) in einem Projektbereich die Rede. 
In Baden-Württemberg wird die Organisation Quartiersgemeinschaft, das Gebiet Aufwertungsbereich genannt.
In Niedersachsen ist ebenfalls von einer Quartiersgemeinschaft die Rede.

## Inhaltliche Grundlagen
Die Initiative zur Gründung von BIDs geht zumeist von Grundeigentümern oder Gewerbetreibenden eines Quartiers aus. Sie verständigen sich auf ein Maßnahmen- und Finanzierungskonzept für einen räumlich abgegrenzten, meist innerstädtischen Bereich und auf einen Aufgabenträger, der das Konzept während einer mehrjährigen BID-Laufzeit umsetzt.
Ein BID wird durch ein demokratisches Verfahren beschlossen. Dies ist erforderlich, weil in einem BID alle Grundeigentümer verpflichtet sind, eine BID-Abgabe zu leisten, die von der Stadt eingezogen und an den BID-Aufgabenträger weitergereicht wird.
Für die Gründung von BIDs sieht das Hamburgische BID-Gesetz, an dem sich auch die anderen deutschen BID-Gesetze orientieren, drei Stufen vor:
1. die Antragstellung zur Einrichtung eines BID durch den Aufgabenträger, der die Zustimmung der Eigentümer von 15 Prozent der im BID-Gebiet gelegenen Grundstücke erfordert, deren Fläche zugleich mindestens 15 Prozent der gesamten Grundstücksfläche des BID-Gebiets umfasst; der Antrag muss ein Maßnahmen- und Finanzierungskonzept sowie eine Erklärung zur Dauer des BID enthalten;
2. die Auslegung der Antragsunterlagen über einen Monat durch das Bezirksamt; in der Zeit haben die Grundeigentümer das Recht, der Einrichtung eines BID zu widersprechen. Sofern die Eigentümer von mehr als einem Drittel der im BID-Gebiet gelegenen Grundstücke oder von mehr als einem Drittel der im BID-Gebiet gelegenen Grundstücksfläche widersprechen, kann das BID nicht eingerichtet werden;
3. die Prüfung der Antragsunterlagen durch das Bezirksamt.
Typische Handlungsfelder sind Maßnahmen zur Umfeldverbesserung, z. B. die Neugestaltung und Pflege des öffentlichen Raums, die Entfernung von Graffiti und die Verbesserung der Sauberkeit. In vielen BIDs werden außerdem ergänzende Marketingmaßnahmen umgesetzt.
Das BID-Quartier umfasst typischerweise 50 bis 100 Grundstücke. Das Budget der BIDs in Deutschland liegt zwischen 150.000 Euro und 6 Mio. Euro. In New York City übersteigen die Projektvolumina teilweise 11 Mio. US$. Im US-amerikanischen Durchschnitt sind die Investitionssummen jedoch meistens geringer.
Ein BID ist ein typisches Beispiel einer öffentlich-privaten Partnerschaft (PPP), in der öffentliche Rechtssetzungsbefugnis und private Initiative zusammen wirken. Durch die gesetzlich legitimierte Ausweitung der Verantwortung für die Quartiersentwicklung von kommunalen auf private Akteure können BIDs als paradigmatisch für neue Instrumente der urban governance angesehen werden, die unter dem Leitbild einer unternehmerischen Stadtpolitik derzeit weltweit an Bedeutung gewinnen.

### Vorteile
- BIDs schließen die Möglichkeit für Trittbrettfahrer aus, sich ohne finanzielle Beteiligung (Kosten) an den Erfolgen von Marketingmaßnahmen oder Maßnahmen zur Verbesserung des Geschäftsumfelds zu bereichern.
- Durch die gesetzliche Grundlage und die Beteiligung der satzungsberechtigten Kommunen entsteht eine große Finanzierungssicherheit.
- Die Finanzierungssicherheit ermöglicht langfristige Maßnahmen.
- In funktionierenden Geschäftsquartieren kann der Status quo gesichert oder die Lage verbessert werden.

### Kritik
Kritiker weisen darauf hin, dass BIDs lediglich Probleme aus dem öffentlichen Blickfeld der Geschäftsstraßen in innerstädtische Randlagen verdrängen könnten. Außerdem bestehe die Gefahr, dass die Kommunen ihrer eigentlichen Daseinsvorsorge im öffentlichen Raum nicht mehr ausreichend nachkommen könnten. Ein weiteres Auseinanderdriften der unterschiedlichen Quartiere in den deutschen Städten könne Folge von BIDs sein. In Hamburg wird kritisiert, dass BID den Wettbewerb verschärfe. Die bestehenden freiwilligen Zusammenschlüsse von Gewerbetreibenden zum Beispiel in Form von Vereinen hätten sich bewährt und seien ausreichend. BIDs sind nur eines von mehreren Instrumenten zur Innenstadtentwicklung; ihr langfristiger Einfluss ist noch nicht ausreichend erforscht.

## Der Weg zum BID
Zur Realisierung von BIDs ist eine landesgesetzliche Grundlage erforderlich. Sie besteht derzeit in Bremen, Baden-Württemberg, Hamburg, Hessen, Niedersachsen, Nordrhein-Westfalen, dem Saarland, Schleswig-Holstein und Rheinland-Pfalz. Die Rechtsgrundlage für Sachsen ist zum 31. Dezember 2019 ausgelaufen und wurde bisher nicht erneuert.
Das Gesetz schreibt den jeweiligen Verfahrensweg zur Einrichtung eines BID vor.
Vor der Durchführung eines Quorums ist die Beantragung bei der zuständigen Kommune erforderlich. Dazu sind entsprechende Vorarbeiten, insbesondere die Festlegung von Maßnahmen, Finanzierungsumfang, Reichweite und Träger der Aufgabe, durchzuführen. Eine öffentliche Diskussion vor der Beantragung hilft bei der Einschätzung der Zustimmungschancen im Konsensquorum. Der Zeitraum vor der Beantragung ist unterschiedlich, meist aber mehrere Monate bis Jahre lang. Nach der Beantragung findet eine Information aller Grundeigentümer bzw. Pächter statt. Wird dabei eine Höchstgrenze von Widersprüchen nicht überschritten (z. B. in Hamburg 33 %), kann das BID per Satzung eingerichtet und der Aufgabenträger mit der Maßnahmendurchführung beauftragt werden.

## Rechtliche Grundlagen
Die Baugesetzbuch-Novelle 2007 hat die gesetzlichen Grundlagen für BID in Deutschland geschaffen. Nach Maßgabe des Landesrechts können Gebiete festgelegt werden, in denen in privater Verantwortung standortbezogene Maßnahmen durchgeführt werden, die auf der Grundlage eines mit den städtebaulichen Zielen der Gemeinde abgestimmten Konzepts der Stärkung oder Entwicklung von Bereichen der Innenstädte, Stadtteilzentren, Wohnquartiere und Gewerbezentren sowie von sonstigen für die städtebauliche Entwicklung bedeutsamen Bereichen dienen. Zur Finanzierung der Maßnahmen und gerechten Verteilung des damit verbundenen Aufwands können durch Landesrecht Regelungen getroffen werden.
Das in die Gesetzgebungskompetenz des Bundes fallende Bodenrecht enthält damit nunmehr eine Öffnungsklausel zugunsten der Länder.
Wie sich die rechtliche Situation bezüglich einer Zwangsabgabe vor den Gerichten behaupten wird, bleibt zu erwarten. Am 27. August 2010 ist durch das Hamburgische Oberverwaltungsgericht die erste obergerichtliche Entscheidung zu Business Improvement Districts gefällt worden, in der eine Klage gegen das Hamburgische Business Improvement District zurückgewiesen worden ist. Die Revision zum Bundesverwaltungsgericht ist jedoch zugelassen worden.

### Bundesländer mit gesetzlicher Grundlage
- Baden-Württemberg: Gesetz zur Stärkung der Quartiersentwicklung durch Privatinitiative (GQP), Januar 2015
- Berlin: Berliner Gesetz zur Einführung von Immobilien- und Standortgemeinschaften (BIG), Oktober 2014
- Bremen: Bremisches Gesetz zur Stärkung von Einzelhandels- und Dienstleistungszentren, Juli 2006, in der Fassung vom November 2019
- Hamburg: Gesetz zur Stärkung der Einzelhandels- und Dienstleistungszentren vom 28. Dezember 2004 (PDF; 80 kB), seit 2007 „Gesetz zur Stärkung der Einzelhandels-, Dienstleistungs- und Gewerbezentren“, zuletzt 2013 von der Hamburgischen Bürgerschaft geändert (Bürgerschafts-Drucksache 20/7357)
- Hessen: Gesetz zur Stärkung von innerstädtischen Geschäftsquartieren (INGE) vom 21. Dezember 2005
- Niedersachsen: Niedersächsisches Gesetz zur Stärkung der Quartiere durch private Initiativen (Niedersächsisches Quartiersgesetz - NQG) vom 28. April 2021
- Nordrhein-Westfalen: Gesetz über Immobilien- und Standortgemeinschaften (ISGG), Juni 2008
- Saarland: Gesetz Nr. 1916 zur Schaffung von Bündnissen für Investition und Dienstleistungen (BIDG), Januar 2017 – ersetzt das BIDG vom Sept. 2007
- Sachsen: Sächsisches Gesetz zur Belebung innerstädtischer Einzelhandels- und Dienstleistungszentren (Sächsisches BID-Gesetz – SächsBIDG) vom 12. Juli 2012 – am 31. Dezember 2019 außer Kraft getreten
- Schleswig-Holstein: Gesetz über die Einrichtung von Partnerschaften zur Attraktivierung von City-, Dienstleistungs- und Tourismusbereichen (PACT-Gesetz) vom 13. Juli 2006
- Rheinland-Pfalz: Landesgesetz über lokale Entwicklungs- und Aufwertungsprojekte (LEAPG) vom 18. August 2015

Alle Gesetzesgrundlagen werden mit Hintergrundmaterialien und -informationen auf dem Internetportal der HCU Hamburg dokumentiert (Stand April 2015).

## Weiterentwicklung des Modells
In der Fachöffentlichkeit in Deutschland wird seit einiger Zeit die Übertragung des BID-Modells auf andere städtische Gebiete diskutiert. In diesem Zusammenhang wurde der Begriff der Housing Improvement Districts (HID) für die Anwendung des Modells in Wohnquartieren genutzt. Hamburg hat im Herbst 2007 als erstes Bundesland auf Grundlage des § 171 f BauGB einen entsprechenden Gesetzentwurf vorgelegt und am 20. November 2007 das „Gesetz zur Stärkung von Wohnquartieren durch private Initiativen“ verabschiedet, das zum 1. Dezember 2007 in Kraft getreten ist. Das erste HID in Deutschland wurde 2012 in Steilshoop in Hamburg-Wandsbek gegründet.
Weitere regelmäßig aktualisierte Informationen zum Thema BID und den Fachdiskussionen über private Initiativen in der Stadtentwicklung mit einer Vielzahl von Informationsquellen und Literatur gibt es auf der Internetseite "Urban Improvement Districts" des Forschungsprojekts der HafenCity Universität.